# PINK DOLL
《PINK DOLL》(핑크 돌, ピンク ドール 핑쿠 도루[*])는 대한민국의 걸 그룹 에이핑크의 일본에서의 두 번째 정규 음반이다. 2016년 12월 21일에 유니버설 뮤직 재팬에서 발매됐다. 총 12개의 수록곡 중에서 일본 오리지널이 8곡이나 차지하고 있다.

## 발매 과정
2016년 10월 4일, 두 번째 음반의 제목과 발매일이 공개됐다. 11월 11일에는 신 비주얼을 공개했으며, 스페셜 라이브와 발매 이벤트의 개최도 공개됐다. 11월 16일, 초도 완전 생산 한정판 A의 굿즈로 ‘PINK DIARY (에이핑크 공식 다이어리 2017)’가 부록되는 것이 공개됐으며, 다음 날에 초도 한정판 B에 부록된 DVD의 수록 내용도 공개됐다. 11월 19일, 수록곡이 공개됐다. 11월 20일부터 22일까지 초도 완전 생산 한정판 A를 시작으로 자켓 사진이 공개됐으며, 11월 24일에는 통상판의 자켓 사진이 공개됐다. 11월 26일부터 초도 한정판 C의 픽처 라벨이 박초롱, 윤보미, 정은지, 손나은, 김남주, 오하영의 순으로 공개됐다. 12월 3일, 초도 생산 완전 한정판 A에 부록되는 다이어리의 샘플 이미지가 공개됐다. 12월 5일부터 수록곡이 에이핑크 멤버가 추첨한 길이만큼 유튜브에서 공개됐다. 12월 4일에는 윤보미에 의해서〈달콤한 사랑하자〉의 후렴 부분, 12월 5일에는 오하영에 의해서 〈My First Love〉의 후렴 부분, 12월 6일에는 정은지에 의해서 〈It Girl -Japanese Ver.-〉의 30초, 12월 7일에는 김남주에 의해서 〈팡파레〉의 멜로디 B 부분, 12월 8일에는 박초롱에 의해서 〈Shinig Star〉의 시작 부분부터 끝 부분까지, 그리고 12월 9일에는 손나은에 의해서 〈If I....〉의 후렴 부분, 12월 10일에는 전곡 트레일러가 공개됐다. 12월 12일부터이딩 카드 14종의 이미지를 박초롱, 윤보미, 정은지, 손나은, 김남주, 오하영 순으로 공개됐다. 12월 21일에는 오후 6시부터 7시 15분까지 유튜브를 통해서 라조나 가와사키 프라자에서 행해지는 발매 기념 스페셜 라이브를 생방송으로 중계했다. 같은 날, 12월 21일에는 도쿄 에리어에서 발매 기념 스페셜 라이브, 12월 23일에는 오사카 에리어, 12월 24일에는 나고야 에리어, 12월 25일에는 도쿄 에리어에서 발매 이벤트를 개최했다.

## 수록곡
| #            | 제목                                                | 작사                                      | 작곡                   | 편곡  | 재생 시간 |
| ------------ | --------------------------------------------------- | ----------------------------------------- | ---------------------- | ----- | --------- |
| 1.           | 〈My First Love〉                                   | 후지바야시 쇼코                           | 흑태, 장정석, 윤종성   | 3:36  |           |
| 2.           | 〈IT GIRL -Japanese Ver.-〉                         | Kanao Itabashi(일본어 가사), 김건우       | 김건우                 | 3:24  |           |
| 3.           | 〈서머타임!〉 (サマータイム！)                      | 후지바야시 쇼코                           | 흑태, 장정석, 윤종성   | 3:39  |           |
| 4.           | 〈Brand New Days〉                                  | 후지바야시 쇼코                           | 범이낭이               | 3:44  |           |
| 5.           | 〈Shining Star〉                                    | HASEGAWA                                  | CR, 이현상             | 3:44  |           |
| 6.           | 〈Sunshine Girl〉                                   | Mahiro                                    | 한상원                 | 3:41  |           |
| 7.           | 〈달콤한 사랑하자〉 (甘い恋しようよ)                | Ume                                       | 흑태, 장정석           | 3:34  |           |
| 8.           | 〈Yeah -Japanese Ver.-〉                            | Shiho(일본어 가사), 신사동 호랭이, 최규성 | 신사동호랭이, 최규성   | 3:14  |           |
| 9.           | 〈팡파레!〉 (ファンファーレ！)                      | Rie Tsukagoshi                            | 한상원, ak47           | 2:57  |           |
| 10.          | 〈SUNDAY MONDAY -Japanese Ver.-〉                   | Satoko Aida(일본어 가사), 범이낭이        | 니켈                   | 3:35  |           |
| 11.          | 〈꽃잎점 -Japanese Ver.-〉 (花占い -Japanese Ver.-) | PA-NON(일본어 가사), 범이낭이             | 범이낭이               | 3:36  |           |
| 12.          | 〈If I....〉                                        | HI-D                                      | 이주형, GDLO(MonoTree) | 3:39  |           |
| 총 재생 시간 | 총 재생 시간                                        | 총 재생 시간                              | 총 재생 시간           | 42:23 |           |

| #  | 제목 | 재생 시간 |
| -- | --- | --------- |
| 1. | 〈SUNDAY MONDAY -Japanese Ver.-〉 (뮤직 비디오) |           |
| 2. | 〈Brand New Days〉 (뮤직 비디오) |           |
| 3. | 〈Brand New Days (Dance feat. Ver.)〉 (뮤직 비디오) |           |
| 4. | 〈서머타임!〉 (뮤직 비디오) |           |
| 5. | 〈서머타임! (Dance feat. Ver.(치어리더 편))〉 (뮤직 비디오) |           |
| 6. | 〈서머타임! (Dance feat. Ver.(스쿨 편))〉 (뮤직 비디오) |           |
| 7. | 〈"Apink's Shooting Sketch in Summer" (‘서머타임!’ 발매 이벤트 7days 다큐멘트)〉 ("Apink's Shooting Sketch in Summer" (『サマータイム!』リリースイベント7daysドキュメント)) |           |

1. 1 2 3 4 5  신곡이자 일본 오리지널 곡
2. ↑  대한민국에서의 디지털 싱글 〈It Girl〉의 일본어 버전이며, 일본어 버전으로는 첫 수록이다.
3. ↑  여섯 번째 싱글 〈서머타임!〉의 타이틀 곡
4. ↑  다섯 번째 싱글 〈Brand New Days〉의 타이틀 곡
5. ↑  여섯 번째 싱글 〈서머타임!〉의 커플링 곡
6. ↑  다섯 번째 싱글 〈Brand New Days〉의 커플링 곡
7. ↑  네 번째 싱글 〈SUNDAY MONDAY〉의 타이틀 곡
8. ↑  네 번째 싱글 〈SUNDAY MONDAY〉의 커플링 곡